# Asociația Studenților Comuniști
Asociația Studenților Comuniști a fost denumirea generică a organizațiilor studențești comuniste dinainte de 1989, grupate la nivel național în Uniunea Asociațiilor Studenților Comuniști din România (UASCR), for condus de un Consiliu (CUASCR).
Asociația Studenților Comuniști era echivalentul universitar al Uniunii Tineretului Comunist (UTC) și avea caracterul unei organizații de mase, în care erau cooptați automat toți studenții care nu se diferențiau prin atitudini ostile împotriva comunismului sau alte fapte considerate antisociale în epocă. Studenții contribuiau cu o cotizație modică, iar la finalul facultății, dacă se implicau cu adevărat în activitatea ideologică, puteau beneficia de un spor de 50 de sutimi la media finală, care le oferea avantaje la repartiția în producție.
Printre activitățile studențești girate de Asociațiile Studenților Comuniști se numărau și manifestări cultural-artistice ca Festivalul Artei și Creației Studențești și reviste studențești de institut sau centru universitar precum Convingeri comuniste (Centrul Universitar București), Opinia studențească (Iași) sau Revista "ING" (Institutul Politehnic București).
Mai mulți dintre politicienii și figurile publice ale României post-1989 au deținut poziții în diferite structuri ASC. Printre aceștia se numără Adrian Severin, George Copos, Cristian Preda, Ioan Rus și Tudor Mohora.